# Куничник очеретяний
Куничник очеретяний (Calamagrostis arundinacea) — рослина родини тонконогових. Кормова і декоративна культура.

## Опис

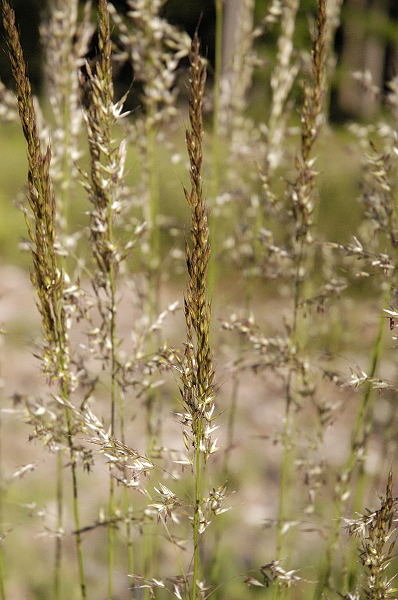
Суцвіття великим планом

Трав'яниста рослина має коротке кореневище. Завдяки цьому утворює нещільні дернини. Квітконосні стебла високі, часом сягають 140 см заввишки. Листки лінійні, витягнуті й довгозагострені, завширшки 4−7 мм. З верхнього боку листки шорсткі, запушені тонкими волосками, знизу — гладкі й блискучі. У місці переходу піхви в листкову пластинку добре видно борідку з густих волосків. Цвіте влітку. На верхівках квітконосних пагонів утворюється велика густа волоть до 25 см завдовжки. Довжина численних колосків ледве сягає 5 мм. Розповсюджується також вегетативно ризомами. Її легко можна знайти в лісах, чагарниках, на луках і навіть у горах.

## Поширення та середовище існування
Поширений у помірних широтах Європи та Азії від Японії до Франції. В тропічній Азії зустрічається в Бутані та Пакистані.
В Україні зростає в лісах різного типу, на вирубках, галявинах і узліссях, в сланиках, вільшняках і крупнотрав'ї субальпійського пояса, в нижній частині альпійського пояса (ущелини скель) —  в Карпатах і Поліссі, зазвичай; в Лісостепу, рідше; в Степу і Криму відсутній.

## Використання
Має добрі кормові якості. Використовується у декоративному садівництві. Існують гібридні сорти з золотавими, більш вузькими волотями, розмножуються вони діленням куща. Куничник очеретяний добре виглядає в поодиноких насадженнях у вологих місцях або разом з квітами на клумбах. Рослина придатна для складання сухих букетів.